# Cluster One
Cluster One és una cançó del grup britànic de rock progressiu Pink Floyd, editat com el primer tema de l'àlbum The Division Bell, aparegut el 1994, i consisteix en efectes de so i música instrumental, de la mateixa manera que començava l'anterior disc, A Momentary Lapse of Reason.

## Composició
És la primera cançó escrita per David Gilmour i Richard Wright després de «Mudmen», apareguda el 1972 a l'àlbum Obscured by Clouds. I és que la marxa de Roger Waters va donar moltes oportunitats de composició a la resta de membres.
El soroll que obre la pista va causar certa confusió entre els fans, que no estaven segurs, en reproduir l'àlbum per primera vegada, si la seva còpia era defectuosa o no, ja que el soroll dura poc més d'un minut abans que comenci la música. Segons una entrevista amb Andy Jackson, enginyer de gravació de l'àlbum, correspon al soroll electromagnètic del vent solar gravat des del cim del Mount Washington, Amb més precisament, aquest so és un registre de freqüència molt baixa del cor de l'alba i sferics, respectivament, a causa de la interferència del vent solar amb el la magnetosfera de la Terra, i el llamps afectant les emissions de ràdio interferint amb la ionosfera; aquest so s'ha confós amb l'escorça terrestre que es desplaça i s'esquerda.

## Actuacions en viu
La peça mai no ha estat interpretada en directe per la banda, tot i que alguns fragments es van incloure a la cinta de collage sonor reproduïda abans dels seus concerts de 1994.

## Crèdits
- David Gilmour - Fender Stratocaster
- Richard Wright - piano, sintetitzador Kurzweil
- Nick Mason - bateria, percussió